# Pattinaggio di figura ai XXIII Giochi olimpici invernali - Pattinaggio di figura femminile
Le gare di pattinaggio di figura femminile dei XXIII Giochi olimpici invernali si sono svolte dal 21 (programma corto) al 23 (programma libero) febbraio 2018 presso l'arena del ghiaccio di Gangneung, a Gangneung.

## Programma
Gli orari sono in UTC+9.
| Giorno      | Ora   | Evento           |
| ----------- | ----- | ---------------- |
| 21 febbraio | 10:00 | Programma corto  |
| 23 febbraio | 10:00 | Programma libero |

## Record
La tabella riassume la progressione dei record mondiali stabiliti durante la competizione:
| Data             | Record          | Atleta             | Nazione                      | Punti | Note  |
| ---------------- | --------------- | ------------------ | ---------------------------- | ----- | ----- |
| 21 febbraio 2018 | Programma corto | Evgenija Medvedeva | Atleti Olimpici dalla Russia | 81.61 | [ 1 ] |
| 21 febbraio 2018 | Programma corto | Alina Zagitova     | Atleti Olimpici dalla Russia | 82.92 | [ 1 ] |

## Risultati

### Programma corto
| Pos.                                           | Atleta               | Nazione                      | TSS   | TES   | PCS   | SS   | TR   | PE   | CH   | IN   | Ded  | StN |
| ---------------------------------------------- | -------------------- | ---------------------------- | ----- | ----- | ----- | ---- | ---- | ---- | ---- | ---- | ---- | --- |
| 1                                              | Alina Zagitova       | Atleti Olimpici dalla Russia | 82.92 | 45.30 | 37.62 | 9.36 | 9.18 | 9.64 | 9.43 | 9.43 | 0.00 | 28  |
| 2                                              | Evgenija Medvedeva   | Atleti Olimpici dalla Russia | 81.61 | 43.19 | 38.42 | 9.54 | 9.39 | 9.71 | 9.68 | 9.71 | 0.00 | 25  |
| 3                                              | Kaetlyn Osmond       | Canada                       | 78.87 | 41.83 | 37.04 | 9.32 | 9.00 | 9.36 | 9.29 | 9.32 | 0.00 | 27  |
| 4                                              | Satoko Miyahara      | Giappone                     | 75.94 | 40.25 | 35.69 | 8.96 | 8.75 | 9.00 | 8.86 | 9.04 | 0.00 | 26  |
| 5                                              | Kaori Sakamoto       | Giappone                     | 73.18 | 40.36 | 32.82 | 8.43 | 7.96 | 8.29 | 8.18 | 8.18 | 0.00 | 19  |
| 6                                              | Carolina Kostner     | Italia                       | 73.15 | 35.06 | 38.09 | 9.46 | 9.32 | 9.54 | 9.61 | 9.68 | 0.00 | 29  |
| 7                                              | Gabrielle Daleman    | Canada                       | 68.90 | 35.90 | 33.00 | 8.32 | 8.04 | 8.18 | 8.25 | 8.46 | 0.00 | 21  |
| 8                                              | Choi Da-bin          | Corea del Sud                | 67.77 | 37.54 | 30.23 | 7.75 | 7.29 | 7.68 | 7.50 | 7.57 | 0.00 | 24  |
| 9                                              | Mirai Nagasu         | Stati Uniti                  | 66.93 | 37.24 | 30.69 | 8.04 | 7.36 | 7.61 | 7.68 | 7.68 | 1.00 | 20  |
| 10                                             | Karen Chen           | Stati Uniti                  | 65.90 | 33.53 | 32.37 | 8.07 | 7.89 | 8.14 | 8.11 | 8.25 | 0.00 | 22  |
| 11                                             | Bradie Tennell       | Stati Uniti                  | 64.01 | 35.50 | 29.51 | 7.57 | 7.25 | 7.25 | 7.43 | 7.39 | 1.00 | 1   |
| 12                                             | Marija Sotskova      | Atleti Olimpici dalla Russia | 63.86 | 31.47 | 33.39 | 8.46 | 8.21 | 8.21 | 8.46 | 8.39 | 1.00 | 30  |
| 13                                             | Nicole Rajičová      | Slovacchia                   | 60.59 | 32.36 | 28.23 | 7.18 | 6.82 | 7.21 | 7.00 | 7.07 | 0.00 | 18  |
| 14                                             | Nicole Schott        | Germania                     | 59.20 | 31.62 | 27.58 | 6.96 | 6.61 | 7.07 | 6.86 | 6.96 | 0.00 | 17  |
| 15                                             | Elizabet Tursynbaeva | Kazakistan                   | 58.82 | 29.14 | 29.68 | 7.46 | 7.18 | 7.50 | 7.43 | 7.54 | 0.00 | 23  |
| 16                                             | Kailani Craine       | Australia                    | 56.77 | 30.36 | 26.41 | 6.61 | 6.32 | 6.71 | 6.57 | 6.79 | 0.00 | 13  |
| 17                                             | Isadora Williams     | Brasile                      | 55.74 | 29.83 | 25.91 | 6.54 | 6.29 | 6.64 | 6.46 | 6.46 | 0.00 | 2   |
| 18                                             | Emmi Peltonen        | Finlandia                    | 55.28 | 28.48 | 27.80 | 7.00 | 6.64 | 6.96 | 7.07 | 7.07 | 1.00 | 10  |
| 19                                             | Alexia Paganini      | Svizzera                     | 55.26 | 29.99 | 25.27 | 6.39 | 6.14 | 6.39 | 6.39 | 6.29 | 0.00 | 8   |
| 20                                             | Loena Hendrickx      | Belgio                       | 55.16 | 27.79 | 27.37 | 7.04 | 6.64 | 6.82 | 6.82 | 6.89 | 0.00 | 16  |
| 21                                             | Kim Ha-nul           | Corea del Sud                | 54.33 | 29.41 | 24.92 | 6.36 | 6.00 | 6.32 | 6.29 | 6.18 | 0.00 | 5   |
| 22                                             | Maé-Bérénice Meité   | Francia                      | 53.67 | 28.24 | 25.43 | 6.57 | 6.14 | 6.46 | 6.29 | 6.32 | 0.00 | 12  |
| 23                                             | Ivett Tóth           | Ungheria                     | 53.22 | 27.60 | 25.62 | 6.54 | 6.18 | 6.43 | 6.39 | 6.50 | 0.00 | 14  |
| 24                                             | Li Xiangning         | Cina                         | 52.46 | 27.27 | 26.19 | 6.64 | 6.29 | 6.54 | 6.64 | 6.64 | 1.00 | 7   |
| Atlete non qualificate per il programma libero |                      |                              |       |       |       |      |      |      |      |      |      |     |
| 25                                             | Larkyn Austman       | Canada                       | 51.42 | 25.93 | 26.49 | 6.71 | 6.32 | 6.61 | 6.71 | 6.75 | 1.00 | 11  |
| 26                                             | Diāna Ņikitina       | Lettonia                     | 51.12 | 26.35 | 24.77 | 6.29 | 5.93 | 6.18 | 6.32 | 6.25 | 0.00 | 4   |
| 27                                             | Giada Russo          | Italia                       | 50.88 | 25.90 | 25.98 | 6.57 | 6.25 | 6.50 | 6.54 | 6.61 | 1.00 | 15  |
| 28                                             | Anita Östlund        | Svezia                       | 49.14 | 25.35 | 23.79 | 6.14 | 5.82 | 5.93 | 5.93 | 5.93 | 0.00 | 6   |
| 29                                             | Anna Chničenkova     | Ucraina                      | 47.59 | 26.66 | 22.93 | 5.86 | 5.54 | 5.61 | 5.82 | 5.82 | 2.00 | 3   |
| 30                                             | Aiza Mambekova       | Kazakistan                   | 44.40 | 21.29 | 23.11 | 5.71 | 5.46 | 5.82 | 5.89 | 6.00 | 0.00 | 9   |

### Programma libero
| Pos. | Atleta               | Nazione                      | TSS    | TES   | PCS   | SS   | TR   | PE   | CH   | IN   | Ded  | StN |
| ---- | -------------------- | ---------------------------- | ------ | ----- | ----- | ---- | ---- | ---- | ---- | ---- | ---- | --- |
| 1    | Evgenija Medvedeva   | Atleti Olimpici dalla Russia | 156.65 | 79.18 | 77.47 | 9.57 | 9.43 | 9.82 | 9.71 | 9.89 | 0.00 | 24  |
| 2    | Alina Zagitova       | Atleti Olimpici dalla Russia | 156.65 | 81.62 | 75.03 | 9.32 | 9.21 | 9.61 | 9.29 | 9.46 | 0.00 | 22  |
| 3    | Kaetlyn Osmond       | Canada                       | 152.15 | 76.50 | 75.65 | 9.50 | 9.21 | 9.57 | 9.39 | 9.61 | 0.00 | 23  |
| 4    | Satoko Miyahara      | Giappone                     | 146.44 | 75.20 | 71.24 | 8.93 | 8.64 | 9.07 | 8.89 | 9.00 | 0.00 | 19  |
| 5    | Carolina Kostner     | Italia                       | 139.29 | 63.64 | 75.65 | 9.46 | 9.25 | 9.43 | 9.57 | 9.57 | 0.00 | 20  |
| 6    | Kaori Sakamoto       | Giappone                     | 136.53 | 68.42 | 68.11 | 8.57 | 8.36 | 8.50 | 8.57 | 8.57 | 0.00 | 21  |
| 7    | Marija Sotskova      | Atleti Olimpici dalla Russia | 134.24 | 66.94 | 67.30 | 8.39 | 8.14 | 8.54 | 8.43 | 8.57 | 0.00 | 13  |
| 8    | Choi Da-bin          | Corea del Sud                | 131.49 | 68.74 | 62.75 | 7.86 | 7.57 | 8.04 | 7.86 | 7.89 | 0.00 | 17  |
| 9    | Bradie Tennell       | Stati Uniti                  | 128.34 | 65.41 | 62.93 | 7.93 | 7.68 | 7.79 | 7.93 | 8.00 | 0.00 | 15  |
| 10   | Kim Ha-nul           | Corea del Sud                | 121.38 | 67.03 | 54.35 | 6.96 | 6.46 | 7.00 | 6.68 | 6.86 | 0.00 | 4   |
| 11   | Karen Chen           | Stati Uniti                  | 119.75 | 56.65 | 64.10 | 8.18 | 7.64 | 7.96 | 8.07 | 8.21 | 1.00 | 14  |
| 12   | Mirai Nagasu         | Stati Uniti                  | 119.61 | 57.56 | 62.05 | 8.14 | 7.50 | 7.71 | 7.75 | 7.68 | 0.00 | 18  |
| 13   | Elizabet Tursynbaeva | Kazakistan                   | 118.30 | 60.50 | 58.80 | 7.39 | 7.11 | 7.39 | 7.43 | 7.43 | 1.00 | 7   |
| 14   | Loena Hendrickx      | Belgio                       | 116.72 | 60.73 | 55.99 | 7.07 | 6.71 | 7.11 | 6.96 | 7.14 | 0.00 | 2   |
| 15   | Nicole Rajičová      | Slovacchia                   | 114.60 | 57.80 | 56.80 | 7.11 | 6.89 | 7.25 | 7.04 | 7.21 | 0.00 | 11  |
| 16   | Kailani Craine       | Australia                    | 111.84 | 57.89 | 53.95 | 6.68 | 6.54 | 7.00 | 6.64 | 6.86 | 0.00 | 9   |
| 17   | Nicole Schott        | Germania                     | 109.26 | 52.68 | 56.58 | 7.04 | 6.82 | 7.04 | 7.18 | 7.29 | 0.00 | 10  |
| 18   | Maé-Bérénice Meité   | Francia                      | 106.25 | 55.13 | 52.12 | 6.50 | 6.29 | 6.61 | 6.54 | 6.64 | 1.00 | 3   |
| 19   | Gabrielle Daleman    | Canada                       | 103.56 | 45.81 | 61.75 | 8.00 | 7.64 | 7.39 | 7.93 | 7.64 | 4.00 | 16  |
| 20   | Li Xiangning         | Cina                         | 101.97 | 50.56 | 51.41 | 6.57 | 6.21 | 6.46 | 6.39 | 6.50 | 0.00 | 5   |
| 21   | Emmi Peltonen        | Finlandia                    | 101.86 | 46.41 | 56.45 | 7.14 | 6.79 | 7.00 | 7.07 | 7.29 | 1.00 | 8   |
| 22   | Alexia Paganini      | Svizzera                     | 101.00 | 50.94 | 50.06 | 6.43 | 6.00 | 6.29 | 6.32 | 6.25 | 0.00 | 1   |
| 23   | Ivett Tóth           | Ungheria                     | 97.21  | 49.82 | 50.39 | 6.32 | 6.29 | 6.21 | 6.39 | 6.29 | 3.00 | 6   |
| 24   | Isadora Williams     | Brasile                      | 88.44  | 38.39 | 51.05 | 6.43 | 6.18 | 6.36 | 6.43 | 6.50 | 1.00 | 12  |

### Classifica finale
| Pos.                              | Atleta               | Nazione                      | Punti totali | PC | PC    | PL | PL     |
| --------------------------------- | -------------------- | ---------------------------- | ------------ | -- | ----- | -- | ------ |
| Oro                               | Alina Zagitova       | Atleti Olimpici dalla Russia | 239.57       | 1  | 82.92 | 2  | 156.65 |
| Argento                           | Evgenija Medvedeva   | Atleti Olimpici dalla Russia | 238.26       | 2  | 81.61 | 1  | 156.65 |
| Bronzo                            | Kaetlyn Osmond       | Canada                       | 231.02       | 3  | 78.87 | 3  | 152.15 |
| 4                                 | Satoko Miyahara      | Giappone                     | 222.38       | 4  | 75.94 | 4  | 146.44 |
| 5                                 | Carolina Kostner     | Italia                       | 212.44       | 6  | 73.15 | 5  | 139.29 |
| 6                                 | Kaori Sakamoto       | Giappone                     | 209.71       | 5  | 73.18 | 6  | 136.53 |
| 7                                 | Choi Da-bin          | Corea del Sud                | 199.26       | 8  | 67.77 | 8  | 131.49 |
| 8                                 | Marija Sotskova      | Atleti Olimpici dalla Russia | 198.10       | 12 | 63.86 | 7  | 134.24 |
| 9                                 | Bradie Tennell       | Stati Uniti                  | 192.35       | 11 | 64.01 | 9  | 128.34 |
| 10                                | Mirai Nagasu         | Stati Uniti                  | 186.54       | 9  | 66.93 | 12 | 119.61 |
| 11                                | Karen Chen           | Stati Uniti                  | 185.65       | 10 | 65.90 | 11 | 119.75 |
| 12                                | Elizabet Tursynbaeva | Kazakistan                   | 177.12       | 15 | 58.82 | 13 | 118.30 |
| 13                                | Kim Ha-nul           | Corea del Sud                | 175.71       | 21 | 54.33 | 10 | 121.38 |
| 14                                | Nicole Rajičová      | Slovacchia                   | 175.19       | 13 | 60.59 | 15 | 114.60 |
| 15                                | Gabrielle Daleman    | Canada                       | 172.46       | 7  | 68.90 | 19 | 103.56 |
| 16                                | Loena Hendrickx      | Belgio                       | 171.88       | 20 | 55.16 | 14 | 116.72 |
| 17                                | Kailani Craine       | Australia                    | 168.61       | 16 | 56.77 | 16 | 111.84 |
| 18                                | Nicole Schott        | Germania                     | 168.46       | 14 | 59.20 | 17 | 109.26 |
| 19                                | Maé-Bérénice Meité   | Francia                      | 159.92       | 22 | 53.67 | 18 | 106.25 |
| 20                                | Emmi Peltonen        | Finlandia                    | 157.14       | 18 | 55.28 | 21 | 101.86 |
| 21                                | Alexia Paganini      | Svizzera                     | 156.26       | 19 | 55.26 | 22 | 101.00 |
| 22                                | Li Xiangning         | Cina                         | 154.43       | 24 | 52.46 | 20 | 101.97 |
| 23                                | Ivett Tóth           | Ungheria                     | 150.43       | 23 | 53.22 | 23 | 97.21  |
| 24                                | Isadora Williams     | Brasile                      | 144.18       | 17 | 55.74 | 24 | 88.44  |
| Eliminate dopo il programma corto |                      |                              |              |    |       |    |        |
| 25                                | Larkyn Austman       | Canada                       |              | 25 | 51.42 |    |        |
| 26                                | Diāna Ņikitina       | Lettonia                     |              | 26 | 51.12 |    |        |
| 27                                | Giada Russo          | Italia                       |              | 27 | 50.88 |    |        |
| 28                                | Anita Östlund        | Svezia                       |              | 28 | 49.14 |    |        |
| 29                                | Anna Chničenkova     | Ucraina                      |              | 29 | 47.59 |    |        |
| 30                                | Aiza Mambekova       | Kazakistan                   |              | 30 | 44.40 |    |        |